# Bieciuny (rejon ignaliński)
Bieciuny (lit. Bėčiūnai) – wieś na Litwie, w okręgu uciańskim, w rejonie ignalińskim, w gminie Ignalino.
Dawniej używana nazwa – Bieciuny I.

## Historia
W czasach zaborów wieś w gminie Daugieliszki, w powiecie święciańskim, w guberni wileńskiej Imperium Rosyjskiego. W 1905 roku liczyła 50 mieszkańców, 65 dziesięcin.
W dwudziestoleciu międzywojennym futor leżał w Polsce, w województwie wileńskim, w powiecie święciańskim, w gminie Daugieliszki.
W 1931 w 29 domach zamieszkiwały 122 osoby.
Miejscowość należała do parafii rzymskokatolickiej w Połusze i prawosławnej w Michałowie. Podlegała pod Sąd Grodzki w Święcianach i Okręgowy w Wilnie; właściwy urząd pocztowy mieścił się w Ignalinie.